# أندي دومينيك
أندي دومينيك (بالإنجليزية: Andy Dominique) هو لاعب كرة قاعدة أمريكي، ولد في 30 أكتوبر 1975 في طرزانا، لوس أنجلوس في الولايات المتحدة.

## وصلات خارجية
- أندي دومينيك على موقعبيزبول رفرنس.كوم (الدوري الرئيسي) (الإنجليزية)